# Nils-Olov Jönsson
Bengt Nils-Olov Jönsson, född 17 februari 1934, död 4 november 2022, var en svensk företagare och finansman.
Nils-Olov Jönssons första arbete var som folkskollärare. Han var därefter verksam som försäkringssäljare för Skandia och blev senare egen försäkringskonsult. Parallellt importerade han termosar från Tjeckien. Han grundade Vätterledens Invest AB  1969 och blev efter hand delägare i olika bolag. År 1985 köpte han fönstertillverkaren Traryd Fönster i Traryd, varefter större investeringar skedde för Vätterleden Invest,  aktiemajoriteten i det då börsnoterade småländska verkstadskonglomeratet Gnosjöbörsen. 
Nils-Olov Jönsson bedömdes 2015 vara en av 156 svenska miljardärer. Via Vätterledens Invest AB var han tillsammans med Stena största aktieägare i Gunnebo AB.
Nils-Olov Jönssons söner Mikael och Peder är aktiva inom Nils-Olov Jönssons helägda Vätterledens Invest AB. Mikael Jönsson efterträdde honom som koncernchef. 
Nils-Olov Jönsson är gravsatt på Bankeryds kyrkogård.